# 탄이초
《탄이초》(歎異抄)는 일본의 유이엔(唯圓, 1222∼1289)이 그의 스승인 신란(親鸞, 1173∼1263)의 가르침을 기록한 책이다.
정토진종(淨土眞宗)을 개척한 신란은 일본 역사상 가장 영향력 있고 잘 알려진 승려 중 한 사람이다. 그가 세상을 떠나고 20∼30년 사이에 직계 제자들마저 하나둘씩 사라져가면서 아쉽게도 그의 신심과는 다른 견해를 주장하는 사람들이 나타나게 되었다. 이 사태를 슬퍼하고 그에 대한 책임을 느낀 제자 중 한 사람인 유이엔이, 스승 신란의 가르침이 올바르게 계승되어 세상의 빛이 되어가기를 기원하면서 만든 것이 이 《탄이초》다. 그는 진실한 신심에 대해 스승이 남긴 말씀을 글로 모으고, 나아가 잘못된 신심에 대해 비판을 덧붙이기로 했다. 그 결과, 그가 스승의 말을 기억하며 쓴 이 《탄이초》는 후대 일본인들에게 가장 사랑받는 책 중의 하나가 되었다. 탄이초의 원문은 현재 존재하지 않으며, 원문의 필사본조차 남아 있지 않다. 가장 오래된 것으로는 렌뇨(蓮如, 1415∼1499)의 필사본을 다시 옮겨 쓴 것으로 알려진 ‘렌뇨본(蓮如本)’이 교토(京都)에 있는 니시혼간사(西本願寺)에 소장되어 있다.

## 저자
현존하는 가장 오래된 사본 중에도 《탄이초》의 저자명은 없으며, 현재까지 밝혀진 바로는 처음부터 적혀 있지 않았다고 한다. 그러나 내용으로 미루어보아 신란의 제자인 유이엔이 저자라는 설이 학계의 정설로 되어 있다. 《탄이초》를 신란의 저서로 생각하는 사람들이 있으나, 실은 신란의 신앙 어록일 뿐 직접 쓴 것은 아니다. 이것은 신란을 스승으로 모신 제자 유이엔이 스승의 사후 그의 가르침인 절대 타력에 대한 믿음을 적은 신앙서다.
신란이 장년기 20년간을 바쳐 교화한 결과 일본의 관동 지방에는 수천 명의 신자가 있었다고 한다. 신자들 가운데 지도적 입장에 있었던 사람들 60여 명의 이름이 지금도 남아 있으며, 유이엔은 그중 한 사람이다. 유이엔은 당시 관동에서 신란 사후 20년 이상을 생존했으며, 깊은 학덕을 지녀 《탄이초》의 저자에 가장 부합하는 인물로 알려져 있다. 이렇게 이 책의 저자로 알려져 있는 유이엔은 본문 9장과 13장의 신란과 문답을 나누는 장면에도 등장하고 있다. 지금의 일본 미토시(水戶市)에 있는 호부쓰사(報佛寺)를 세운 그는, 그곳에 염불 도량을 열었으며, 지금도 그 흔적이 도량지(道場池)라는 못으로 남아 있다. 그러나 그 밖에는 그에 관한 정확한 기록이 많지 않다.

## 제목
‘탄이(歎異)’라는 것은, ‘다름(異)을 탄식하다(歎)’라는 뜻이다. 그는 스승의 직계 제자라는 입장에 큰 책임을 느끼고 있었던 것 같다. 스승 신란의 신심과는 다른 견해를 마치 스승의 가르침인 양 전달하는 사람들의 모습을 안타까워한 그는, 그 잘못된 신심과 주장을 비판하는 글을 호소하는 마음으로 남기게 된 것이다. 스승의 신심과 다른 행동과 주장을 이의(異義)라고 표현하고, 이것을 탄식하여 《탄이초》라고 했다. 이 이의(異義)는 거슬러 올라가면 신란의 스승 호넨(法然)의 가르침을 올바르게 이해하지 못한 데에서 비롯된 것이라고도 할 수 있다. 신란은 스승 호넨의 타력 염불의 가르침인 정토종(淨土宗)을, 정토왕생에 대한 진실한 가르침이라는 뜻으로 정토진종(淨土眞宗)이라고 했다. 그러므로 정토종(淨土宗)과 정토진종은 원래는 다른 종파가 아니었다.

## 구성
히가시혼간사(東本願寺) 출판부에서 간행된 《탄이초》에 의하면, 《탄이초》는 크게 세 개의 부분으로 구성되어 있다. 우선 그는 뒷부분에서 이의를 비판하기 위해, 이에 앞서 신란의 가르침의 본뜻을 기술했다. 그것이 전반 1장에서 10장까지의 ＜사훈편(師訓篇)＞이다. 후반의 여덟 장은 스승의 가르침과 배치되는 이의들을 구체적으로 제시해 비판을 가하고 있는 ＜탄이편(歎異篇)＞이다. 이렇게 《탄이초》는 총 18장의 본문으로 구성되어 있다. 그 외에 ＜전서(前序)＞, ＜중서(中序)＞(탄이편의 앞에 있음), 맨 뒤에 ＜후서(後序)＞가 있다. 그리고 부록으로 조겐의 법난(承元の法難)의 과정이 서술되어 있다. 특히 ＜후서＞로 불리는 부분에는 저자 유이엔의 뜻 깊은 신심에 관한 토로가 기술되어 있다. 여기에는 저자의 ‘탄이(歎異)하는 마음’이 절절하게 적혀 있어서 읽는 사람에게 깊은 감동을 준다. 따라서 이 부분은 단순한 후기라기보다는 오히려 ＜술회편(述懷篇)＞으로 이해하는 것이 좋을 듯하다.